# Rjoan-dži

Rjoan-dži (šindžitai: 竜安寺, kjūdžitai: 龍安寺, Tempelj zmaja v miru) je zenovski tempelj v severozahodnem Kjotu na Japonskem. Spada v šolo Mjōšin-dži veje zen budizma Rinzai. Vrt Rjoan-dži velja za enega najbolje ohranjenih primerov kare-sansuija (»suha pokrajina«), prefinjenega tipa vrta japonskega zen templja, ki na splošno vsebuje značilne večje skalne formacije, razporejene sredi niza gladkih kamenčkov (majhne, skrbno izbrani polirani rečni kamni), zbranih v linearne vzorce, ki olajšajo meditacijo. Tempelj in njegovi vrtovi so navedeni kot eden od zgodovinskih spomenikov starodavnega Kjota na Unescovem seznamu svetovne dediščine.

## Zgodovina
Mesto templja je bilo posestvo klana Fudžvara v 11. stoletju. Prvi tempelj, Daidžu-in, in še vedno obstoječi veliki ribnik je v tistem stoletju zgradil Fudživara Sanejoši. Leta 1450 je Hosokava Kacumoto, še en močan vojskovodja, pridobil zemljišče, kjer je stal tempelj. Tam je zgradil svojo rezidenco in ustanovil zenovski tempelj Rjoan-dži. Med vojno Ōnin med klani je bil tempelj uničen. Hosokava Kacumoto je umrl leta 1473, leta 1488 pa je njegov sin Hosokava Masamoto obnovil tempelj.
Tempelj je služil kot mavzolej več cesarjev. Njihove grobnice so združene v tisto, kar je danes znano kot »sedem cesarskih grobnic« v Rjoan-dži. Pokopališča teh cesarjev – Uda, Kazan, Ičidžō, Go-Suzaku, Go-Reizei, Go-Sandžō in Horikava – so bila razmeroma skromna v obdobju po njihovi smrti. Te grobnice so dosegle svoje sedanje stanje kot rezultat obnove cesarskih grobov (misasagi) v 19. stoletju, ki jo je naročil cesar Meidži.
Obstajajo polemike o tem, kdo in kdaj je zgradil vrt. Večina virov ga datira v drugo polovico 15. stoletja. Po nekaterih virih ga je zgradil Hosokava Kacumoto, ustvarjalec prvega templja Rjoan-dži, med letoma 1450 in 1473. Drugi viri pravijo, da ga je zgradil njegov sin, Hosokava Masamoto, leta 1488 ali okoli tega. Nekateri pravijo, da je vrt zgradil slavni krajinski slikar in menih Sōami (umrl 1525), vendar drugi avtorji temu oporekajo. Nekateri viri pravijo, da je bil vrt zgrajen v prvi polovici 16. stoletja, drugi pa kasneje, v obdobju Edo, med letoma 1618 in 1680. Obstaja tudi polemika o tem ali so vrt zgradili menihi ali profesionalni vrtnarji, imenovani kavaramono ali kombinacija obeh. V en kamen na vrtu je vklesano ime dveh kavaramonov, Hirokodžirō in Kotarō.
Dokončna zgodovina, ki temelji na dokumentarnih virih, pa je naslednja: Hosokava Kacumoto (1430–1473), namestnik šoguna, je leta 1450 ustanovil tempelj Rjoan-dži, vendar je bil kompleks med vojno Ōnin požgan. Njegov sin Masamoto je obnovil tempelj čisto na koncu istega stoletja. Ni jasno, ali je bil v tistem času zgrajen kak vrt proti glavni dvorani. Prvi opisi vrta, ki jasno opisujejo vrt pred glavno dvorano, so iz leta 1680–1682. Opisan je kot sestava devetih velikih kamnov, postavljenih tako, da predstavljajo tigrčke, ki prečkajo vodo. Ker ima vrt trenutno petnajst kamnov, se je jasno razlikoval od vrta, ki ga vidimo danes. Velik požar je leta 1779 uničil poslopja, ruševine pogorelih poslopij pa so odlagali na vrt. Pisec in specialist za vrtove Akisato Rito (umrl okoli 1830) je ob koncu 18. stoletja popolnoma preuredil vrt na ruševinah in objavil sliko svojega vrta v svoji Slavni vrtovi in znamenitosti Kjota (Mijako rinsen meišo zue) z dne 1799, ki prikazuje vrt, kot je videti danes. En velik kamen zadaj je bil delno zasut; ima vklesani dve prvi imeni, verjetno imeni nedotakljivih kamnosekov, tako imenovanih kavaramono. Ni dokazov, da so zenovski menihi delali na vrtu, razen grabljenja peska.

## Zen vrt
Ime templja je sinonim za znameniti zenovski vrt templja, skalnjak karesansui (suha pokrajina), za katerega se domneva, da je bil zgrajen v poznem 15. stoletju.
Vrt je pravokotnik velikosti 248 kvadratnih metrov, 25 metrov krat 10 metrov. V njem je postavljenih petnajst kamnov različnih velikosti, skrbno sestavljenih v pet skupin; ena skupina po pet kamnov, dve skupini po tri in dve skupini po dva kamna. Kamni so obdani z belim prodom, ki ga menihi vsak dan skrbno grabijo. Edina vegetacija na vrtu je nekaj mahu okoli kamnov.
Vrt je namenjen opazovanju iz sedečega položaja na verandi hōdžō, rezidence opata samostana. Kamni so postavljeni tako, da z verande ni mogoče videti celotne kompozicije naenkrat. Razporejeni so tudi tako, da je ob pogledu na vrt iz katerega koli kota (razen od zgoraj) naenkrat vidnih le štirinajst kamnov. Tradicionalno pravijo, da bi lahko samo z doseganjem razsvetljenja nekdo videl petnajsti balvan.
Stena za vrtom je pomemben element vrta. Izdelana je iz gline, ki jo je starost obarvala s subtilnimi rjavimi in oranžnimi odtenki. Leta 1977 je bila opečnata streha zidu obnovljena z drevesnim lubjem v prvotni videz. Ko je bil vrt leta 1799 obnovljen, se je dvignil višje kot prej in odprl se je pogled čez steno na gorsko pokrajino zadaj. Trenutno ta pogled zakrivajo drevesa.
Vrt je imel poseben pomen za skladatelja Johna Cagea, ki je skomponiral vrsto del in na podlagi tega naredil vizualna umetniška dela.

### Pomen vrta
Kot vsako umetniško delo je tudi umetniški vrt Rjoan-dži odprt za interpretacijo ali raziskovanje možnih pomenov. Na Japonskem in zunaj nje je bilo predstavljenih veliko različnih teorij o tem, kaj naj bi vrt predstavljal, od otokov v potoku, družine tigrov, ki prečkajo reko, gorskih vrhov, do teorij o skrivnostih geometrije ali pravilih ravnotežja lihih števil. Zgodovinar vrtov Gunter Nitschke je zapisal: »Vrt Rjoan-dži ne simbolizira ničesar ali natančneje, da bi se izognili morebitnim nesporazumom, vrt Rjoan-dži ne simbolizira niti nima vrednosti reproduciranja naravne lepote, ki jo lahko najdemo v resničnem ali mitskem svetu. Menim, da gre za abstraktno kompozicijo 'naravnih' objektov v prostoru, kompozicijo, katere funkcija je spodbujanje meditacije«.

### Znanstvena analiza vrta
V članku, ki ga je objavila znanstvena revija Nature, Gert van Tonder in Michael Lyons analizirata skalnjak z ustvarjanjem modela analize oblike (medialna os) v zgodnji vizualni obdelavi.
S tem modelom pokažejo, da je prazen prostor vrta implicitno strukturiran in usklajen z arhitekturo templja. Po mnenju raziskovalcev ena kritična os simetrije poteka blizu središča glavne dvorane, ki je tradicionalno prednostna točka gledanja. V bistvu pogled na postavitev kamnov z vidne črte vzdolž te točke prinese obliko iz narave (dihotomno razvejano drevo s srednjo dolžino veje, ki se monotono zmanjšuje od debla do terciarne ravni) v reliefu.
Raziskovalci predlagajo, da je implicitna struktura vrta zasnovana tako, da pritegne gledalčevo nezavedno vizualno občutljivost na okostja aksialne simetrije oblik dražljajev. V podporo svojim ugotovitvam so ugotovili, da vsiljevanje naključnih motenj lokacij posameznih značilnosti kamnin uniči posebne značilnosti.
Stoletja po nastanku se vplivi suhih elementov v Rjoan-dži še naprej odražajo in ponovno preučujejo v oblikovanju vrtov - na primer v Japangartenu v Kunstmuseum Wolfsburg v Nemčiji.

### Drugi vrtovi
Medtem ko je skalnjak najbolj znan vrt Rjoan-dži, ima tempelj tudi vodni vrt; ribnik Kjojoči, zgrajen v 12. stoletju kot del posestva Fudživara. Severozahodno od ribnika so nedavno posadili češnje.
Rjoan-dži ima tudi čajnico in čajni vrt iz 17. stoletja. V bližini čajnice je znana kamnita posoda z vodo, v kateri voda nenehno teče za obredno čiščenje. To je Rjoan-džijev cukubai, kar v prevodu pomeni »počep«; zaradi nizke višine umivalnika se mora uporabnik skloniti, da ga uporablja, v znak spoštovanja in ponižnosti. Kandži, napisani na površini kamnitega bazena, 五, 隹, 止, 矢, so nepomembni, če jih beremo sami. Čeprav je okvir vodnega bazena krožen, je odprtina v krožnem obrazu sama kvadrat (口). Če vsakega od štirih kandžijev beremo v kombinaciji z 口 (kvadratni radikal se izgovarja kot kuči, kar pomeni »usta« ali »odprtina«), ki naj bi ga predstavljala kvadratna odprtina, potem znaki postanejo 吾, 唯, 足, 知. To se bere kot vare, tada taru (vo) širu, kar je dobesedno prevedeno kot »vem samo dovolj« (吾 = vare = jaz, 唯 = tada = zgolj, samo, 足 = taru = zadostovati, biti dovolj, biti vreden, zaslužiti, 知 = širu = vedeti) ali, bolj poetično, kot »Poznam samo zadovoljstvo«. Pomen, namenjen krepitvi budističnih naukov o ponižnosti in obilju v duši, je preprost in jasen: »človek že ima vse, kar potrebuje«. Medtem pa položaj cukubaija nižje od verande, na kateri stojimo, da ga opazujemo, prisili, da se spoštljivo priklonimo (medtem ko poslušamo neskončno curljanje vode, ki teče iz bambusove cevi), da bi v celoti cenili njegov globlji filozofski pomen. Cukubai uteleša tudi subtilno obliko zenovskega učenja z uporabo ironične jukstapozicije: medtem ko oblika posnema starodavni kitajski kovanec, je čustvo nasprotno od materializma. Tako je skozi stoletja cukubai služil tudi kot šaljiv vizualni koan neštetim menihom, ki so prebivali v templju in jih vsak dan nežno spominjal na njihovo zaobljubo revščine. Ne glede na izvrsten skalnjak kare sansui na nasprotni strani stavbe je manj fotografiran čajni vrt Rjoan-dži eden najbolj vzvišenih in cenjenih kulturnih zakladov, ki jih tempelj ponuja svetu.

## Galerija
- Vhod na ozemlje templja
- Češnjevo drevo v cvetju v skalnjaku templja
- Zen vrt od blizu
- Posestvo
- Ribnik Kjojoči, ustvarjen v 12. stoletju kot vodni vrt
- Ogledovanje listja (Momidži)
- Sanmon vrata v tempelj
- Tempeljski zvon v Rjoan-dži
- Notranjost Kuri, glavne stavbe templja
- Daisugi drevesa na vrtovih
- Vrt zunaj čajnice (pozimi)
- Jezero in most zunaj Kuri, glavna dvorana (poleti)